# Vicq-sur-Gartempe
Vicq-sur-Gartempe è un comune francese di 720 abitanti situato nel dipartimento della Vienne nella regione della Nuova Aquitania.

## Società

### Evoluzione demografica
Abitanti censiti